# غوردون بينيت (عسكري)
غوردون بينيت (بالإنجليزية: Gordon Bennett)‏ هو عسكري أسترالي، ولد في 16 أبريل 1887 في Balwyn ‏ في أستراليا، وتوفي في 1 أغسطس 1962 في سيدني في أستراليا.